# جان مک‌کواری
 جان مَک‌کُواری (به انگلیسی: John macquarrie) (۱۹۱۹–۲۰۰۷)، الهی‌دان و فیلسوف اسکاتلندی بود. وی درطول فعالیت‌های علمی خویش همواره درصدد آمیختن فلسفه‌های اگزیستانسیالیستی با اندیشه‌های مسیحی بود.

## زندگی‌نامه
پروفسور جان مک‌کواری فرزند یک کشیش پروتستان، در ۲۷ ژوئن ۱۹۱۹ در اسکاتلند به‌دنیا آمد. او تمام مراحل تحصیلی خویش را در رشته فلسفهٔ دانشگاه گلاسگو گذراند و درسال ۱۹۵۵ رساله دکترای خود را درمورد رابطهٔ بین الهی دان آلمانی رودولف بولتمان و مارتین هایدگر منتشر کرد. مک‌کواری علاوه بر آکسفورد در دانشگاه‌ها و مراکز دینی مختلف ایالات متحده آمریکا نیز به تدریس و تحقیق پرداخته‌است.

وی سرانجام در ۲۸ مه ۲۰۰۷ براثر سرطان در شهر آکسفورد درگذشت.

## فعالیت‌های علمی
مک‌کواری یک الهی‌دان اگزیستانسیالیست بود و به‌طور مشخص او را به‌عنوان بزرگترین شارح و مفسر فیلسوف بزرگ آلمانی، مارتین هایدگر می‌دانند. وی همچنین در سال ۱۹۶۲ و با همکاری خودِ هایدگر، کتاب هستی و زمان را به انگلیسی ترجمه کرد.
مهمترین اثر مک‌کُواری (اصول الهیات مسیحی) نام دارد که در آن به شرحی کامل از هستی انسان و خدا پرداخته‌است.

### کتاب‌های ترجمه شده
- الهیات اگزیستانسیالیستی (جان مک‌کواری)، مهدی دشت بزرگی، انتشارات بوستان کتاب قم
- هایدگر و مسیحیت (جان مک‌کواری)، شهاب‌الدین عباسی ، انتشارات بنگاه ترجمه و نشر کتاب پارسه. (مک‌کواری در این کتاب تصویری کلی از اندیشه و فلسفه هایدگر، خاصه در نسبت با الاهیات و دین ارائه می‌دهد و مسئله ترجمه آثار هایدگر، نزدیکی فلسفه او به عرفان شرق و غرب و ارتباطش با حزب ناسیونال‌سوسیالیسم را بررسی می‌کند و همچنین او در این کتاب می‌کوشد ریشه الاهیاتی فلسفه هایدگر و جایگاه زمان فکری او را به دقت بررسی کند و مفهوم زمان‌مندی و امر سکولار را در اندیشه هایدگر نشان دهد)[۳]
- فلسفه وجودی (جان مک‌کواری)، محمد سعید حنایی کاشانی، انتشارات هرمس